# Życie i obyczaje Grzegorza z Sanoka
Życie i obyczaje Grzegorza z Sanoka (łac. Vita et mores Gregorii Sanocei) – utwór Filipa Kallimacha w języku łacińskim z 1476.
Utwór ma charakter panegiryku. Przedstawia życie Grzegorza z Sanoka, kreując go na wybitnego i dojrzałego humanistę, i stanowi próbę skonstruowania wzorca osobowego humanisty i mecenasa. Tekst jest też aktem wdzięczności za udzielenie Kallimachowi wsparcia przez Grzegorza z Sanoka.